# Theroscopus aegyptiacus
Theroscopus aegyptiacus är en stekelart som beskrevs av Horstmann 1993. Theroscopus aegyptiacus ingår i släktet Theroscopus och familjen brokparasitsteklar. Inga underarter finns listade i Catalogue of Life.